# Rue François-Arago (Montreuil)
Pour les articles homonymes, voir Rue François-Arago.
La rue François-Arago est une voie de communication de Montreuil en Seine-Saint-Denis.

## Situation et accès

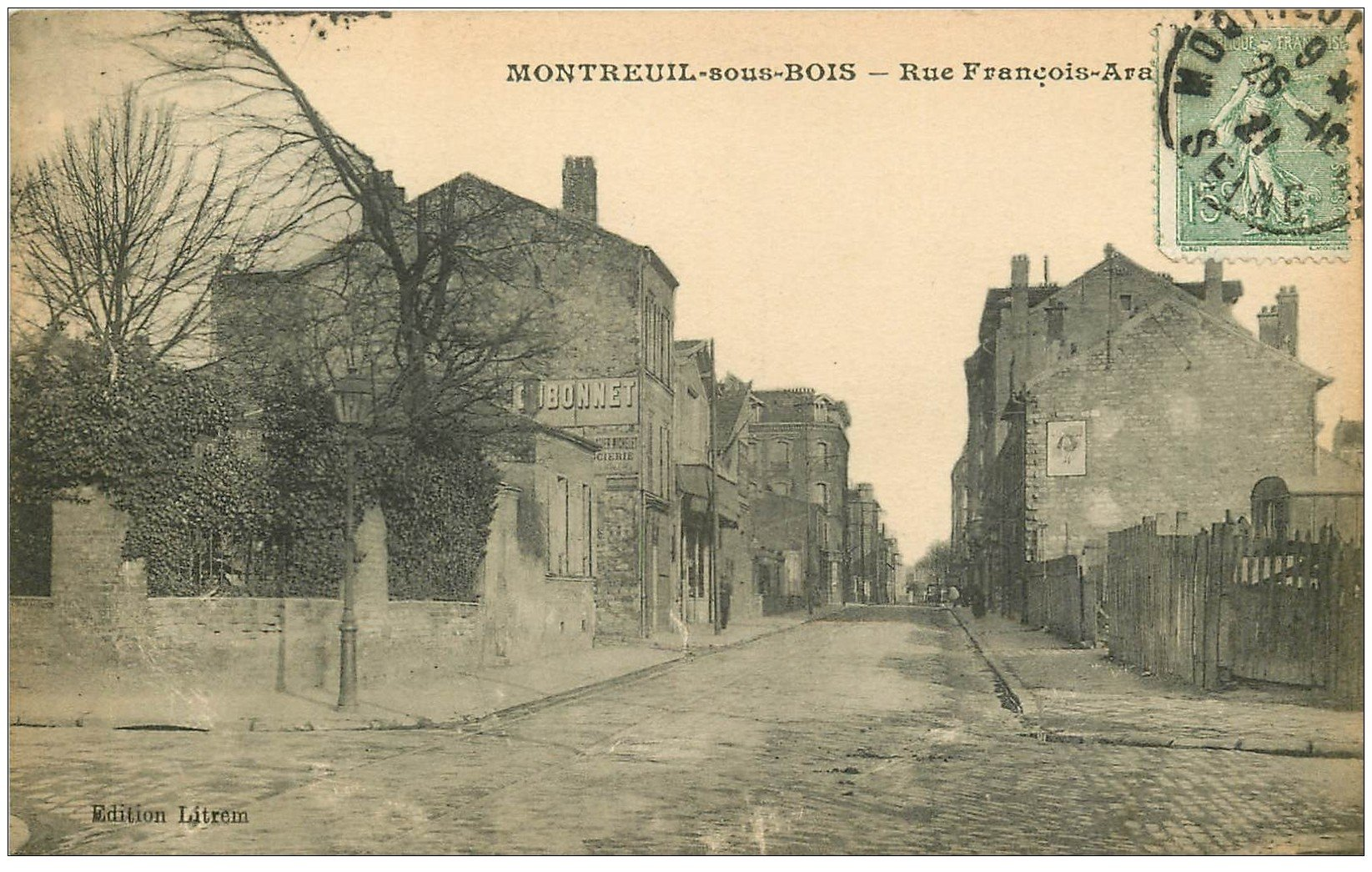
La rue François-Arago vers 1910.

Orientée tout d'abord du nord au sud, elle effectue un tournant vers l'est, et se termine à la limite de Vincennes, dans l'axe de la rue Gilbert-Clerfayt.

## Origine du nom

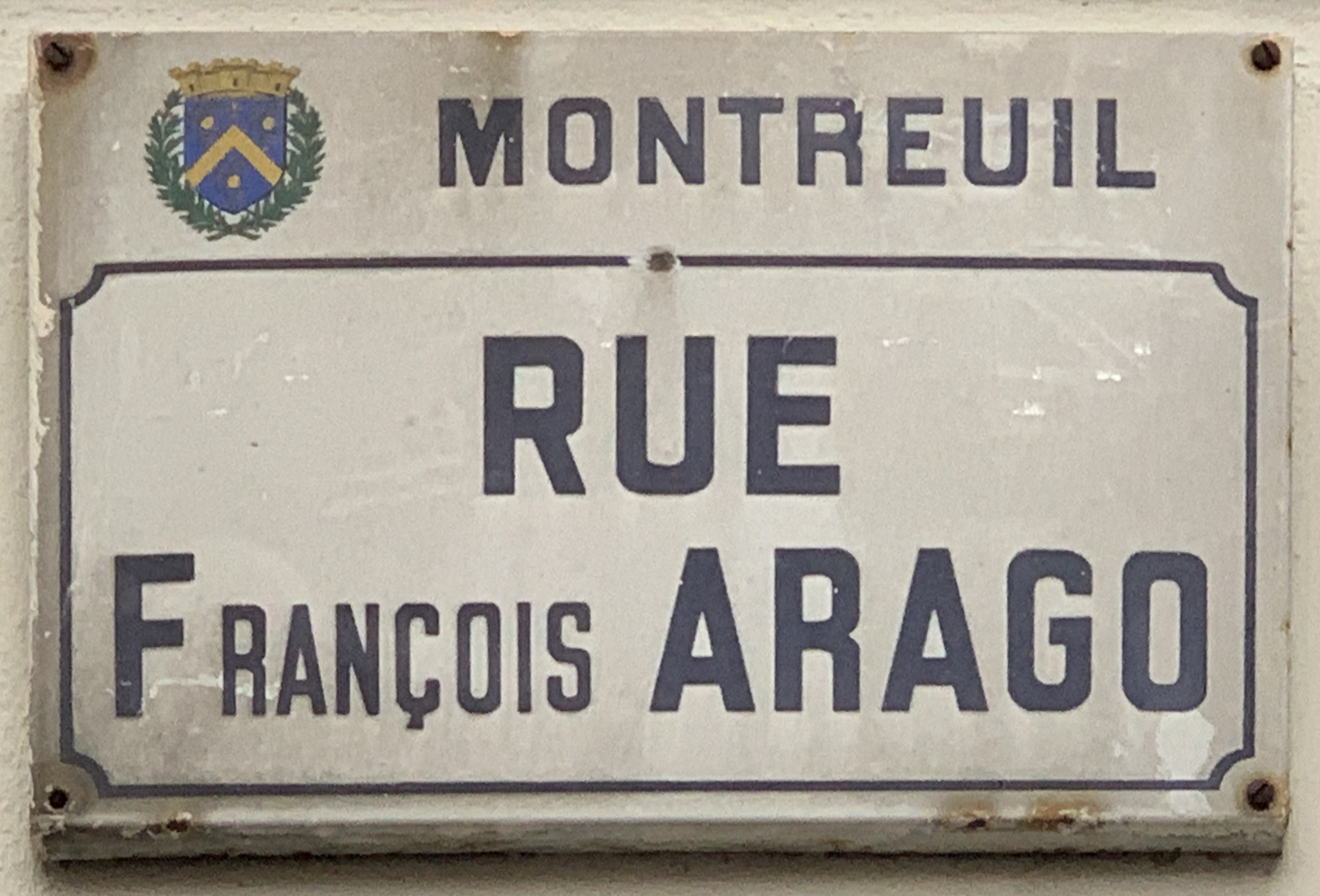
Plaque Rue François-Arago, 2020.

Cette rue a été nommée en hommage à François Arago, astronome, physicien et homme d'État français. Elle porte ce nom depuis 1883 au moins.

## Historique

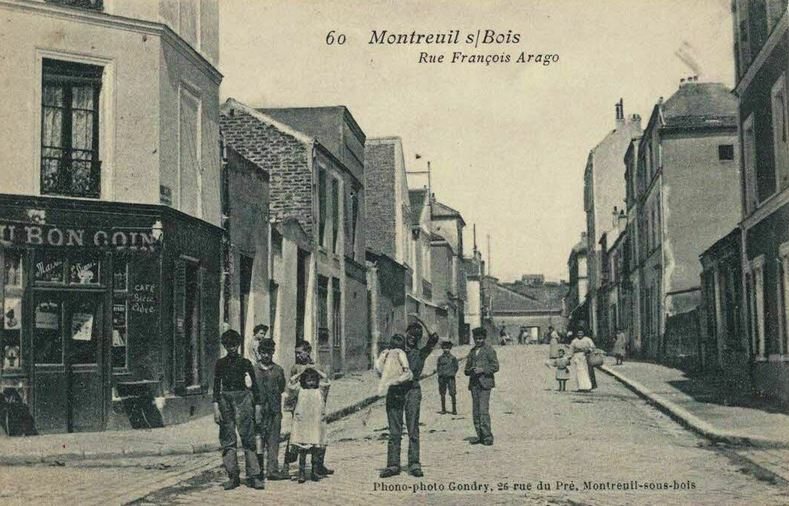
La rue François-Arago.

Cette rue a depuis la seconde moitié du XIXe siècle une vocation industrielle avec notamment l'installation en 1877 des ateliers d'une fabrique de jouets.

## Bâtiments remarquables et lieux de mémoire

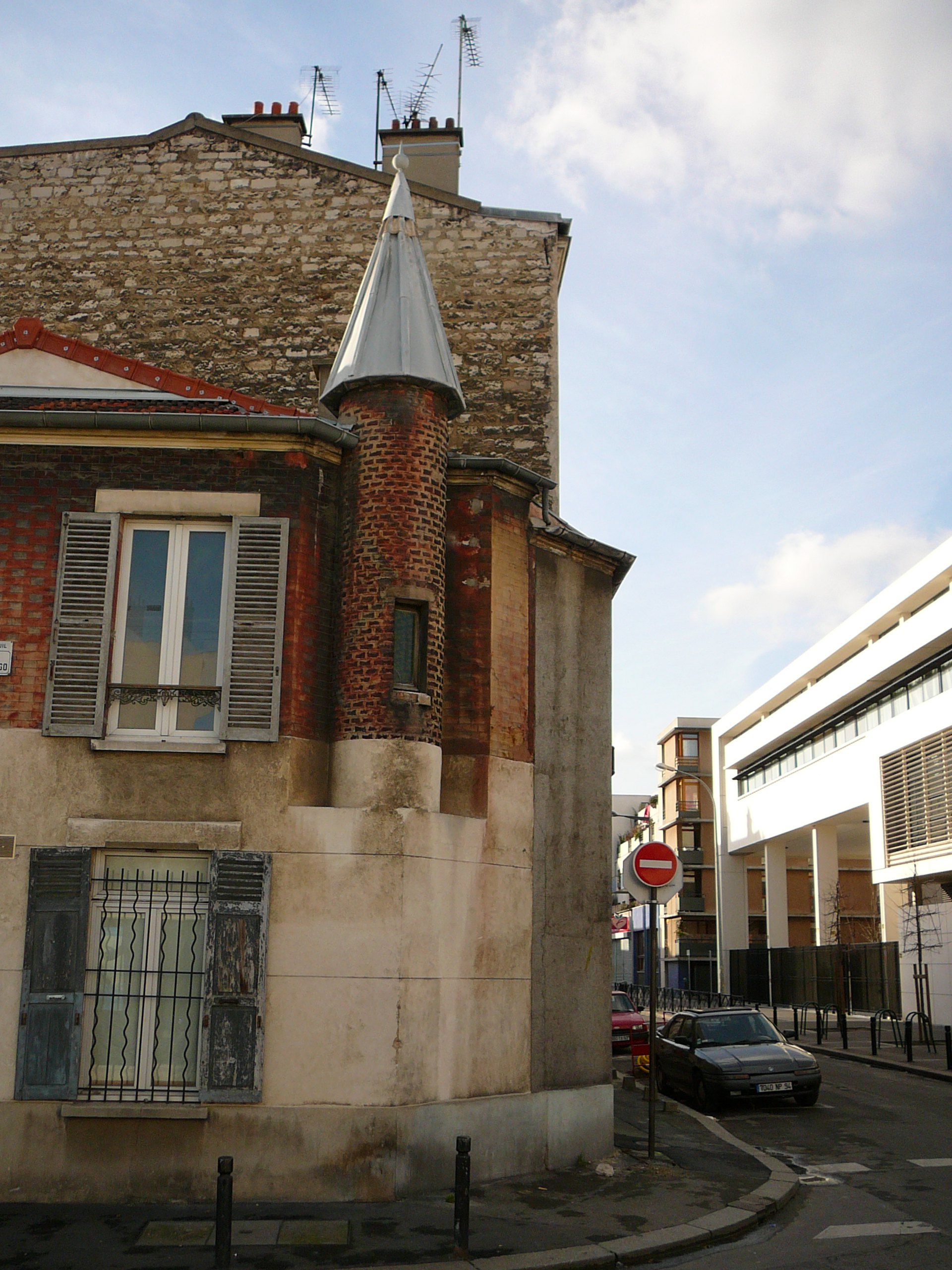
Une tourelle, au Bas-Montreuil.

- no 55-59 : une usine de papier à cigarette construite en 1896, remplacé en 1919 par l’usine de matériel photocinématographique Rivière, elle-même remplacée par la société Mécanique photo en 1954[4]. C'est aujourd'hui le lycée Georges-Mendel[5].
- no 71 : l'entreprise Euro Expertise Comptable, où le troisième épisode de la première saison du Pire Stagiaire a été tourné le 13 avril 2018.
- no 73 : l'ancienne usine d'emboutissage, de décolletage et d'estampage Parmes Loisirs[6],[7].